# Annunciazione Ranieri
L'Annunciazione Ranieri è un dipinto a tempera su tavola (55,5X42 cm) di Pietro di Cristoforo Vannucci, detto il Perugino, databile al 1487-1489 circa ed esposto temporaneamente nella Galleria Nazionale dell'Umbria a Perugia per gentile concessione della famiglia Ranieri, proprietaria dell'opera.

## Storia
Documentata per la prima volta nel 1742 come proprietà di una ricca famiglia di Perugia, la famiglia Ranieri, rimase per lungo tempo nascosta nei possedimenti della famiglia, salvo fugaci apparizioni in occasione di due mostre tenutesi nel 1904 e nel 2004. A partire dal Dicembre 2012 la famiglia ha concesso l'opera in deposito temporaneo alla Galleria Nazionale dell'Umbria per cinque anni, con ulteriore rinnovo per altri cinque anni. Adesso è esposta nella sala 22 del museo. Gli storici dell'arte l'hanno attribuita all'unanimità al perugino, mentre più incerta è la datazione: alcuni la fanno risalire al 1487-1489, altri entro un periodo più ampio (1485-1490), altri ancora al trentennio 1470-1497.

## Descrizione e stile
La piccola tavola riporta la scena dell'Annunciazione con l'Arcangelo Gabriele a sinistra inginocchiato e con le ali ancora spiegate e la Vergine a destra. Quest'ultima è ritratta in una posizione che in parte la rende fuggevole di fronte all'angelo, come sottolineato dal piede sinistro ed entrambe le mani, orientati tutti in direzione opposta, così come dalla spalla sinistra, anch'essa in posizione di allontanamento. Ma il turbamento causato dalla vista dell'angelo che la porta ad allontanarsi dall'Angelo e farle cadere il piccolo libro per terra, contrasta altresì con il suo spirito accogliente e di disponibilità verso l'angelo, come mostrano il piede destro, la spalla destra e lo sguardo che non rinunciano a quell'incontro. Il Perugino ha ritratto la Vergine in una postura tale da riprendere entrambe le reazioni di Maria narrati nel Vangelo secondo Luca: il suo turbamento e la sua disponibilità a compiere la Volontà di Dio.
La scena dell'Annunciazione si colloca in un contesto architettonico tipicamente rinascimentale, con un bel pavimento in marmo bianco e rosa entro un ampio cortile aperto, un porticato con archi a tutto sesto, finestre incorniciate, cornici, etc. Il tutto riportato con un'impeccabile resa della prospettiva.
Sullo sfondo si apre il paesaggio punteggiato di alberi fino ad un'ampia distesa d’acqua, 
un paesaggio volutamente offuscato, a rendere poetica, sentimentale e leggendaria la scena stessa. Il tutto sotto un cielo terso, luminoso, tipico del Perugino, con un chiarore sublime sopra la linea dell'orizzonte ed un celeste sempre più intenso man mano che ci si allontana da essa per culminare in un azzurro intenso nelle aperture delle finestre più alte.
Particolari degni di nota sono la piccola finestra in fondo al porticato, che fanno intravedere un solo albero su una collina, come se fosse un quadro appeso alla parete e la finestra con una piccola imposta aperta da una stecca, dettaglio naturalistico che forse vuole spezzare una scena altrimenti eccessivamente monumentale.
Questa piccola tavola precede l'Annunciazione di Fano dello stesso artista, tavola ben più grande, ma dove ritroviamo molti di questi elementi descrittivi e stilistici.

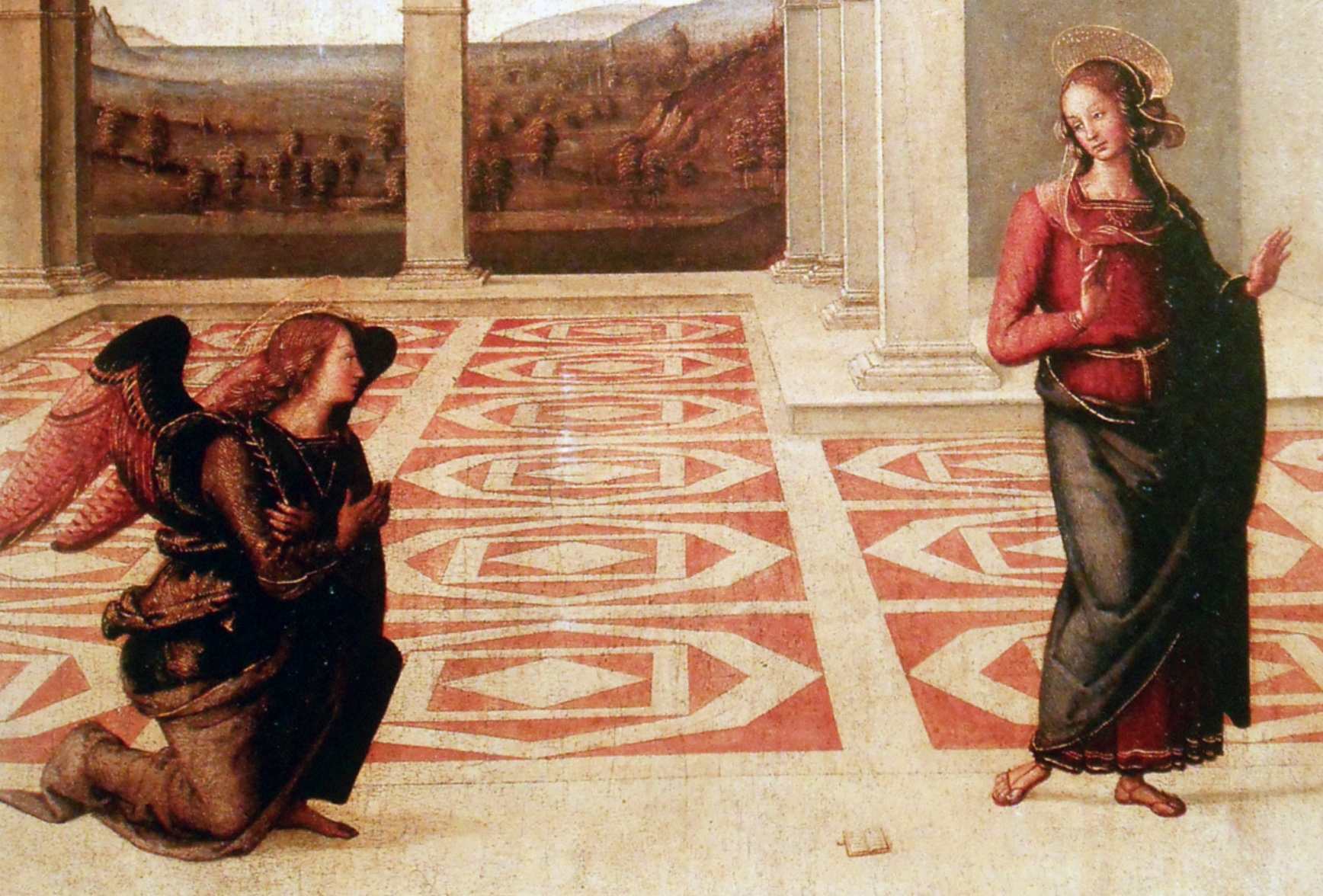
Angelo Annunciante e Maria
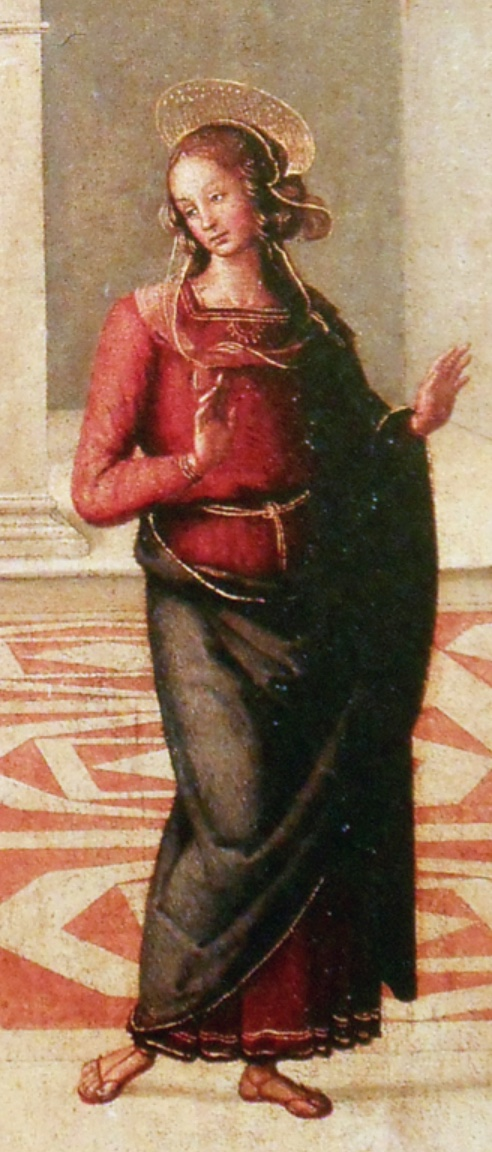
Figura di Maria
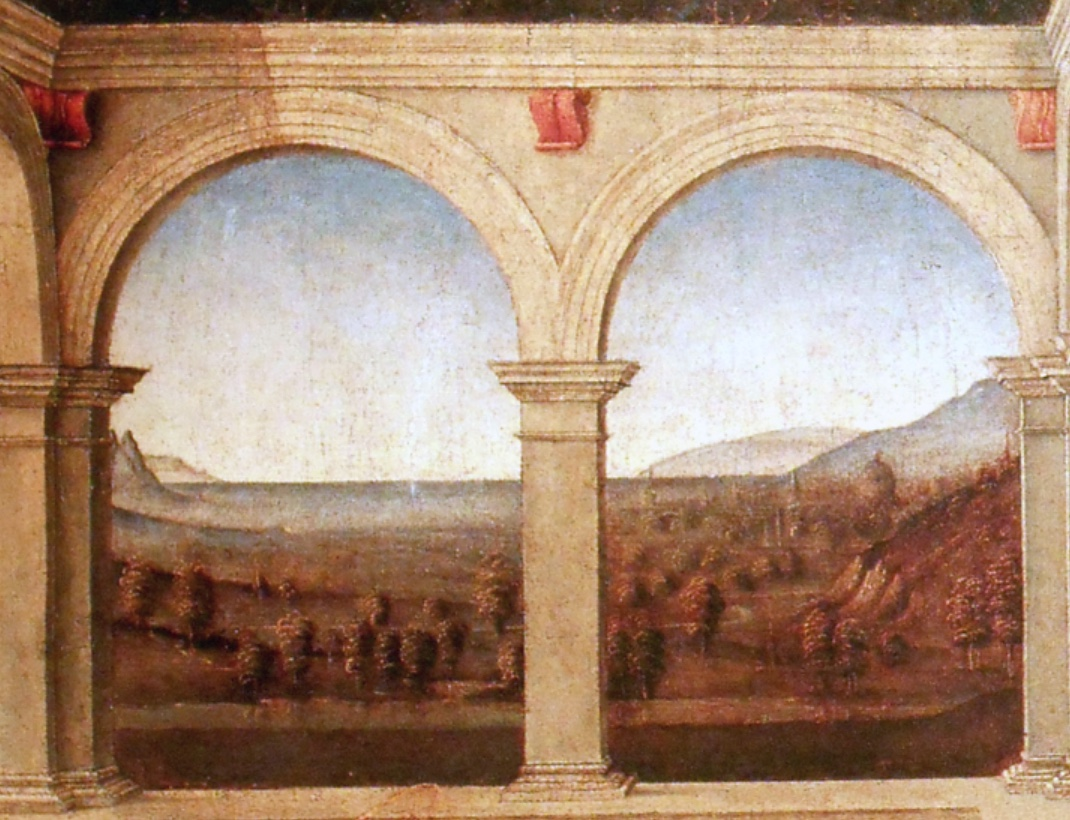
Paesaggio oltre le arcate del cortile
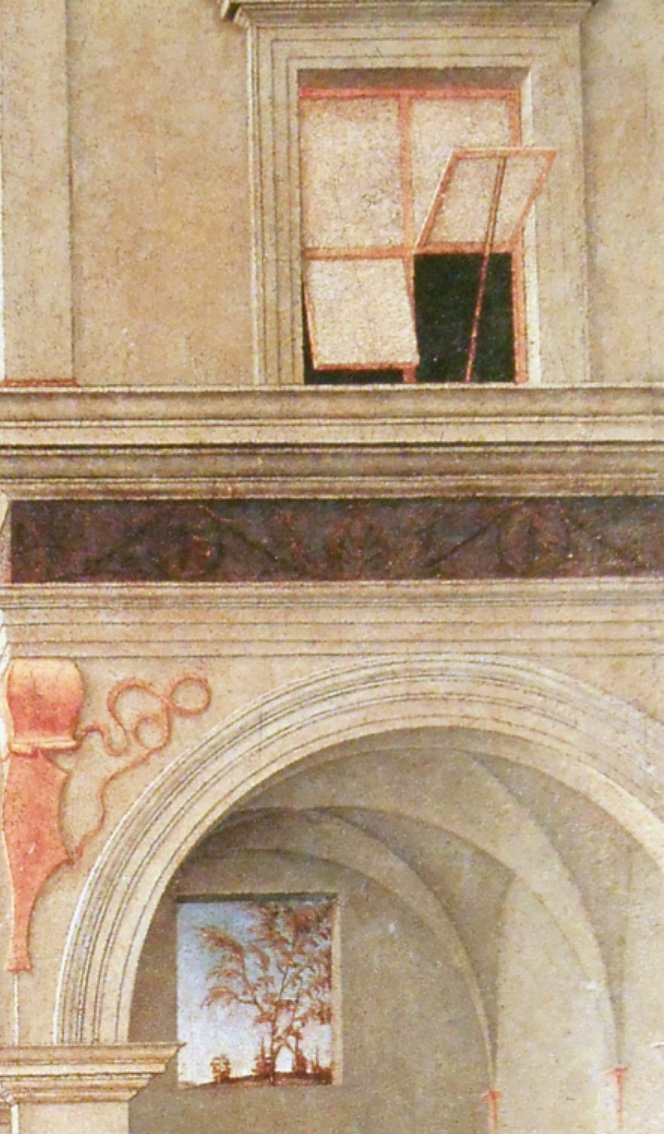
dettaglio delle finestre